# Баллинахинч (Даун)

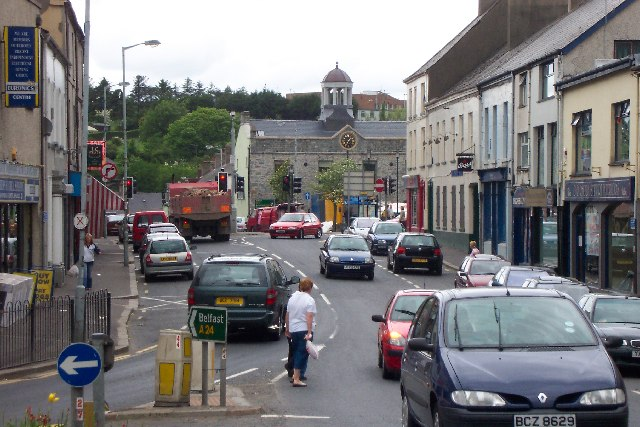

Баллинахи́нч (англ. Ballynahinch, ирл. Baile na hInse) — город в графстве Даун, Северная Ирландия, один из трёх крупнейших городов территории районного совета Даун (2 других — Ньюкасл и Даунпатрик).
Город находится на трассе A24 (Белфаст — Ньюкасл) в 15 милях южнее Белфаста.

## История
Баллинахинч был основан сэром Джоном Роудоном в 1600-х годах и оставался семейным владением вплоть до Ирландского восстания 1798 года. Баллинахинчская битва привела к ликвидации движения «Объединённые ирландцы», созданного в 1791 году с целью добиться независимости от Великобритании.

## Демография
Статистическим и исследовательским агентством Северной Ирландии Архивная копия от 20 марта 2021 на Wayback Machine Баллинахинч классифицирован как «малый город» (англ. Small Town — население от 4 500 до 10 000 человек). В день переписи (29 апреля 2001) в городе проживало 5 364 человека. Среди них:
- 22,4 % в возрасте до 16 лет, 17,0 % — 60 и больше;
- 48,3 % — мужчины и 51.7 % — женщины;
- 31,3 % — католики и 65,4 % — протестанты;
- 3,7 % жителей в возрасте от 16 до 74 лет — безработные.

## Образование
- Assumption Grammar School
- The High School, Ballynahinch
- St. Colman's Secondary School